# Kanton Chinon
Der Kanton Chinon ist seit 1790 ein französischer Wahlkreis in den Arrondissements Chinon und Tours, im Département Indre-et-Loire und in der Region Centre-Val de Loire; sein Hauptort ist Chinon. 

## Gemeinden
Der Kanton besteht aus 27 Gemeinden mit insgesamt 35.454 Einwohnern (Stand: 1. Januar 2022) auf einer Gesamtfläche von 496,49 km²:
| Gemeinde                 | Einwohner 1. Januar 2022 | Fläche km² | Dichte Einw./km² | Code INSEE | Postleitzahl | Arrondissement |
| ------------------------ | ------------------------ | ---------- | ---------------- | ---------- | ------------ | -------------- |
| Avoine                   | 1.994                    | 12,58      | 159              | 37011      | 37420        | Chinon         |
| Azay-le-Rideau           | 3.415                    | 27,34      | 125              | 37014      | 37190        | Tours          |
| Beaumont-en-Véron        | 2.719                    | 18,83      | 144              | 37022      | 37420        | Chinon         |
| Bréhémont                | 728                      | 12,71      | 57               | 37038      | 37130        | Tours          |
| Candes-Saint-Martin      | 182                      | 5,77       | 32               | 37042      | 37500        | Chinon         |
| Cheillé                  | 1.859                    | 46,26      | 40               | 37067      | 37190        | Tours          |
| Chinon                   | 8.121                    | 39,02      | 208              | 37072      | 37500        | Chinon         |
| Cinais                   | 378                      | 8,77       | 43               | 37076      | 37500        | Chinon         |
| Couziers                 | 117                      | 12,05      | 10               | 37088      | 37500        | Chinon         |
| Huismes                  | 1.446                    | 23,82      | 61               | 37118      | 37420        | Chinon         |
| La Chapelle-aux-Naux     | 558                      | 5,25       | 106              | 37056      | 37130        | Tours          |
| La Roche-Clermault       | 546                      | 18,03      | 30               | 37202      | 37500        | Chinon         |
| Lerné                    | 347                      | 16,36      | 21               | 37126      | 37500        | Chinon         |
| Lignières-de-Touraine    | 1.319                    | 10,00      | 132              | 37128      | 37130        | Tours          |
| Marçay                   | 487                      | 21,35      | 23               | 37144      | 37500        | Chinon         |
| Rigny-Ussé               | 526                      | 13,97      | 38               | 37197      | 37420        | Tours          |
| Rivarennes               | 988                      | 18,92      | 52               | 37200      | 37190        | Tours          |
| Rivière                  | 700                      | 3,66       | 191              | 37201      | 37500        | Chinon         |
| Saché                    | 1.405                    | 28,29      | 50               | 37205      | 37190        | Tours          |
| Saint-Benoît-la-Forêt    | 848                      | 35,25      | 24               | 37210      | 37500        | Chinon         |
| Saint-Germain-sur-Vienne | 358                      | 13,36      | 27               | 37220      | 37500        | Chinon         |
| Savigny-en-Véron         | 1.539                    | 21,31      | 72               | 37242      | 37420        | Chinon         |
| Seuilly                  | 392                      | 15,73      | 25               | 37248      | 37500        | Chinon         |
| Thilouze                 | 1.798                    | 33,75      | 53               | 37257      | 37260        | Tours          |
| Thizay                   | 302                      | 6,92       | 44               | 37258      | 37500        | Chinon         |
| Vallères                 | 1.339                    | 14,72      | 91               | 37264      | 37190        | Tours          |
| Villaines-les-Rochers    | 1.043                    | 12,47      | 84               | 37271      | 37190        | Tours          |
| Kanton Chinon            | 35.454                   | 496,49     | 71               | 3705       | –            | –              |

Bis zur landesweiten Neuordnung der französischen Kantone im März 2015 gehörten zum Kanton Chinon die 15 Gemeinden Avoine, Beaumont-en-Véron, Candes-Saint-Martin, Chinon, Cinais, Couziers, Huismes, La Roche-Clermault, Lerné, Marçay, Rivière, Saint-Germain-sur-Vienne, Savigny-en-Véron, Seuilly und Thizay. Sein Zuschnitt entsprach einer Fläche von 238 km2. Er besaß vor 2015 den INSEE-Code 3707.

## Bevölkerungsentwicklung
| 1962   | 1968   | 1975   | 1982   | 1990   | 1999   | 2007   | 2014   |
| ------ | ------ | ------ | ------ | ------ | ------ | ------ | ------ |
| 16.251 | 16.402 | 16.413 | 18.594 | 19.149 | 19.535 | 19.558 | 34.893 |